# レナード・ウォーレン

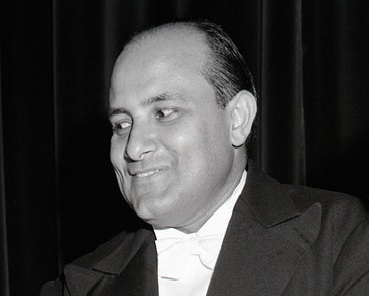
レナード・ウォーレン

レナード・ウォーレン（Leonard Warren, 本名：Leonard Warrenoff, 1911年4月21日 - 1960年3月4日）は、アメリカのバリトン歌手。ヴェルディ作曲のオペラでの傑出した歌唱で名高い。ニューヨークのメトロポリタン歌劇場で活躍し、その舞台上で急死したことでも有名。

## 概説
毛皮商を営むユダヤ系ロシア移民の長男としてニューヨークに生まれる。高校卒業後、はじめ家業に入るが、1935年、同市のラジオ・シティ・ミュージック・ホールの男声合唱団のオーディションに合格し、プロ歌手としての第一歩をしるす。1938年にはメトロポリタン歌劇場（メト）のオペラ放送用オーディションにも合格し、正式の音楽教育を受けていなかったにもかかわらず彼はメトとの契約に成功する。同年夏には、メトはウォーレンを給費研究生としてイタリアに派遣、ジュゼッペ・デ・ルーカなどに師事してオペラ歌手としてのトレーニングを積む。帰国後はコンサート形式での「椿姫」や「道化師」演奏に参加などした後、正式なメト初舞台は1939年1月のヴェルディ作曲「シモン・ボッカネグラ」のパオロ役。欧州情勢緊迫化によるヨーロッパ出身歌手の不足に悩んでいたメトが、このようにしてアメリカ人若手歌手に勉学と出演の機会を積極的に与える時代だったことは、ウォーレンにとって幸運だった。
第二次世界大戦後は活躍の場を広げ、米国内ではサンフランシスコ、シカゴなど、あるいはメキシコシティやブエノスアイレスなどの中南米都市の歌劇場にも頻繁に出演し、またイタリア・オペラの本家本元を自負するミラノのスカラ座にもヴェルディ「リゴレット」および「オテロ」（イヤーゴ役）で出演するなど、ヨーロッパでも認められるバリトンに成長した。1958年には彼の父祖の地ともいえるソ連・モスクワでのリサイタルも行い、大成功している。また、LP盤レコードの普及に伴うオペラ全曲盤録音ブームにも乗り、多くの名録音を残している。しかしウォーレンにとっての本拠は常にメトロポリタン歌劇場であり、1950年代におけるメトのシーズン初日公演の常連であった。
1960年3月4日、ヴェルディ作曲「運命の力」のドン・カルロ役を演じていたウォーレンは、第3幕のアリアに続くカバレッタ"Egli è salvo!"をまさに歌おうとする直前、舞台上で倒れる。ほぼ即死であったという。まだ48歳の歌い盛りであった。
その得意としたイタリア・オペラにあっても彼の発音にはややアメリカ訛りが感じられる、という評もあるが、豊かな声量、「溶けるような」と評される美しい声色、巧みなブレス・コントロール、バリトンには類まれな高音部の輝きを持っている（「トロヴァトーレ」マンリーコ役（テノール）の有名な難アリア「見よ、恐ろしい火を」のハイCを歌い上げ、同僚のテノール歌手の度肝を抜いたという逸話がある）。
舞台外では強情な性格でも有名で、リハーサル中は常に演出家、照明・衣装担当者、指揮者、共演歌手、と各方面にわたって激論を交わし、関係者を悩ませたともいう。